# 야쓰기촌
야쓰기촌(일본어: 八次村)은 일본 히로시마현 후타미군에 있던 촌이다. 현재의 미요시시의 일부에 해당한다.